# L'avventura del Poseidon (romanzo)
L'avventura del Poseidon (The Poseidon adventure) è il romanzo più noto di Paul Gallico pubblicato nel 1969 (in Italia nel 1970 dall'editore Dall'Oglio).

## Trama
La nave da crociera Poseidon ritorna a Lisbona dopo una crociera in Africa e Sudamerica ma il giorno dopo Natale, il 26 dicembre, un maremoto genera un'onda anomala alta m.30 che colpisce la nave capovolgendola e uccidendo la maggioranza dei passeggeri. Nel salone i superstiti sono indecisi sul da farsi. Quasi tutti preferiscono  attendere i soccorsi ma il reverendo Frank Scott suggerisce loro di seguirlo nella risalita verso lo scafo. A lui però si unisce solo un gruppetto con 4 coppie: il detective della polizia di New York Mike Rogo e sua moglie Linda, il giovane agente immobiliare alcolizzato Tony Bates e la sua amica Pamela, il direttore generale della National Motors Richard Shelby e sua moglie Jane coi figli Susan e Robin e un'anziana coppia formata dal negoziante Manny Rosen e la moglie Belle; inoltre il milionario Hubert Muller, l'addetto alla sala macchine Mustafa Hamel, Mary Kinslale e James Martin. Dopo essersi arrampicati sull'altissimo albero di Natale attraversano le cucine dove incontrano alcuni membri dell'equipaggio fra cui la ballerina Nonnie Parry che si unisce a loro. In seguito a un'esplosione i membri dell'equipaggio fuggono e cadendo in un pozzo per la dispersione dell'acqua muoiono. Dopo una sosta il gruppo scopre che Tony, Pamela e Robin sono scomparsi. Durante la ricerca di suo fratello Susan viene violentata da un giovane membro dell'equipaggio sotto shock; la ragazza parla comunque con lui che le racconta la sua vita ma preso dal rimorso scappa cadendo nel pozzo. Rogo trova Tony ubriaco e intossicato e Pamela si rifiuta di lasciarlo. Robin è introvabile e decidono con amarezza di proseguire senza i tre. Dopo aver risalito due ponti si ritrovano nella "Broadway" un lungo corridoio che attraversa tutta la nave. Dopo essere riusciti a superare passaggi angusti giungono alla sala macchine e per trovarne l'entrata si servono di Belle, ex campionessa di nuoto. Mentre salgono sulle impalcature per raggiungere l'uscita delle eliche Linda cade morendo. Il reverendo, infuriato con Dio, decide di sacrificarsi personalmente per gli altri e si suicida. Belle muore di infarto prima dell'arrivo dei soccorsi. La squadra di soccorso incide con la fiamma ossidrica un varco attraverso cui i superstiti riescono a uscire. Manny chiede di recuperare il corpo di Belle. Si incontrano poi con un altro gruppo di superstiti, i quali erano fuggiti dal salone prima che venisse inondato: ci sono anche Tony e Pamela. Successivamente transita una nave da carico tedesca che cerca di aiutarli ma senza riuscirci ricevendo le critiche di Rogo che li maledice anche a causa della sua esperienza nella seconda guerra mondiale. Saliti finalmente su una nave americana, i superstiti vedono affondare il Poseidon. Rogo, Manny, Muller, Martin e gli altri col corpo di Belle vengono portati a New York; una nave inglese di passaggio riconduce invece Mary, Nonnie, Tony e Pamela in Inghilterra insieme ad Hamel che torna dalla sua famiglia in Turchia. Guardando il Poseidon inabissarsi fra le acque dell'oceano, Susan immagina di recarsi ad Hull (in Inghilterra) per andare a trovare i genitori del ragazzo che l'ha violentata e di essere incinta così da avere una discendenza a cui raccontare quell'avventura.

## Adattamenti

### Cinema
- 1972 - L'avventura del Poseidon (The Poseidon adventure) di Ronald Neame che ottenne 9 nomination al premio oscar
- 2006 - Poseidon di Wolfgang Petersen (remake del precedente)

### Televisione
- Poseidon - Il pericolo è già a bordo (2005)